# Darmstädter Kreuz
Het Darmstädter Kreuz is een knooppunt in de Duitse deelstaat Hessen. Op dit onvolledige knooppunt ten zuidwesten van de stad Darmstadt kruist de A67 (Mönchhof Dreieck-Viernheimer Dreieck) de A5 (Hattenbacher Dreieck - Bazel).

## Geografie
Het knooppunt ligt in de stad Darmstadt. Nabijgelegen steden zijn Griesheim en Pfungstadt. Het knooppunt ligt ongeveer 40 km ten noorden van Mannheim en ongeveer 30 km zuiden van Frankfurt.

## Rijstroken
Nabij het knooppunt heeft de A5 in noordelijke richting 2x4 rijstroken, richting het zuidoosten heeft de A5 2x3 rijstroken. De A67 heeft 2x2 rijstroken. Alle verbindingsbogen hebben twee rijstroken.

## Toekomst
Vanwege de steeds hoger wordende verkeersdruk en omdat de situatie dat men vaak van rijstrook moet wisselen tot ongelukken leidt, is men tot de conclusie gekomen dat een aanpassing van het knooppunt noodzakelijk is.

## Bijzonderheden
Het knooppunt vormt met Dreieck Darmstadt/Griesheim en AD Darmstadt een gecombineerd knooppunt, waarmee uitwisseling tussen de snelweg mogelijk is en een aansluiting wordt geboden in de richting van Darmstadt.

## Verkeersintensiteiten
In 2010 werd het knooppunt dagelijks door ongeveer 150.000 voertuigen gebruikt, hiermee behoort het tot de drukste in Hessen.
| Van                           | Naar                         | Gemiddeld aantal voertuigen per dag |
| ----------------------------- | ---------------------------- | ----------------------------------- |
| AD Darmstadt (A 5)            | Darmstädter Kreuz            | 109.400                             |
| Darmstädter Kreuz             | AS Darmstadt-Eberstadt (A 5) | 082.600                             |
| AD Darmstadt/Griesheim (A 67) | Darmstädter Kreuz            | 041.900                             |
| Darmstädter Kreuz             | AS Gernsheim (A 67)          | 070.700                             |

## Richtingen knooppunt
| Aansluitende wegen                  | Aansluitende wegen | Aansluitende wegen                                                 | Aansluitende wegen | Aansluitende wegen                    |
| ----------------------------------- | ------------------ | ------------------------------------------------------------------ | ------------------ | ------------------------------------- |
| richting Mainz / Wiesbaden / Keulen |                    | richting Dreieck Darmstadt Darmstadt Frankfurt Dortmund / Hannover |                    |                                       |
|                                     |                    |                                                                    |                    |                                       |
|                                     |                    |                                                                    |                    |                                       |
|                                     |                    |                                                                    |                    |                                       |
|                                     |                    | richting Mannheim / Stuttgart Saarbrücken                          |                    | richting Heidelberg Karlsruhe / Bazel |